# Столова
Столова̀та (от руски: столо̀вая), понякога наричана и стол, представлява място за обществено хранене на достъпни цени, което обслужва определен контингент. Столовите са характерни за производствени предприятия и учебни заведения. Според контингента, който обслужват, могат да бъдат разделени на:
- училищни столови (столове)
- военни столови (столове)
- работнически столови (столове)
- студентски столови (столове)
- пенсионерски столови (столове)
- столове в почивни станции и санаториуми

За разлика от ресторантите, менюто на столовете е ограничено. Възможно е за деня да се предлага само едно ястие. Много често и качеството на храната е по-ниско от това на ресторант. Хората обикновено се самообслужват – редят на опашка, слагат храната на поднос (табла), заплащат на касата и занасят храната до масата. След приключване на обяда или вечерята занасят таблата на определеното място за почистване.